# Minnetonka
Minnetonka est une ville de l'État du Minnesota située dans le comté de Hennepin, à 8 km de Minneapolis. Lors du recensement de 2020, la population de Minnetonka était de 53 781 habitants, ce qui en fait la dix-huitième ville la plus peuplée au Minnesota. Le mot Minnetonka vient des mots mni tanka qui signifient « grande eau ».

## Géographie
D'après le bureau du recensement des États-Unis, la ville aurait une superficie totale de 73,1 km2, dont 70,3 sur terre et 2,87 sur l'eau. Une partie de la ville contient une portion du lac Minnetonka, l'un des plus grands lacs du Minnesota.

## Démographie
| Groupe            | Minnetonka | Minnesota | États-Unis |
| ----------------- | ---------- | --------- | ---------- |
| Blancs            | 90,0       | 85,3      | 72,4       |
| Afro-Américains   | 3,7        | 5,2       | 12,6       |
| Asiatiques        | 3,2        | 4,0       | 4,8        |
| Métis             | 2,1        | 2,4       | 2,9        |
| Autres            | 0,8        | 2,0       | 6,4        |
| Amérindiens       | 0,3        | 1,1       | 0,9        |
| Total             | 100        | 100       | 100        |
|                   |            |           |            |
| Latino-Américains | 2,4        | 4,7       | 16,7       |

Selon l'American Community Survey, pour la période 2011-2015, 88,01 % de la population âgée de plus de 5 ans déclare parler anglais à la maison, alors que 2,10 % déclare parler l'espagnol, 1,64 % le russe, 1,58 % une langue africaine, 0,96 % une langue chinoise, 0,64 % le vietnamien et 5,07 % une autre langue.

## Histoire
Depuis le milieu du XIXe siècle, Minnetonka grandit à partir d'une étendue sauvage grâce à une agriculture intensive et une industrialisation prospère pour devenir la région résidentielle aux airs de banlieue qu'elle est aujourd'hui. Les Dakotas et les Ojibwés furent les premiers à s'y installer. Ils croyaient que les territoires autour du lac Minnetonka (minne signifiant « eau » et tonka signifiant « grande ») étaient la résidence légendaire d'une race éteinte. En 1851, les Dakotas vendirent leurs territoires (dont le Minnetonka) aux États-Unis dans le Traité de la Traverse des Sioux. Le premier recensement effectué sur la région liste 41 ménages, dont 29 où le chef de famille est un fermier. Les occupations des douze autres sont associées aux opérations du Minnetonka Mill (moulin de Minnetonka) ainsi qu'à celles d'un hôtel proche.

## Éducation

### Écoles publiques
La ville de Minnetonka est dirigée par trois districts scolaires: le Hopkins School District, Minnetonka School District, et le Wayzata School District.
Le Minnetonka School District sert environ 7 700 élèves de la maternelle à la terminale.
| Écoles primaires          | Collèges                      | Lycées                 |
| ------------------------- | ----------------------------- | ---------------------- |
| Clear Springs Elementary  | Minnetonka Middle School East | Minnetonka High School |
| Deephaven Elementary      | Minnetonka Middle School West |                        |
| Excelsior Elementary      |                               |                        |
| Groveland Elementary      |                               |                        |
| Minnewashta Elementary    |                               |                        |
| Scenic Heights Elementary |                               |                        |

### Écoles privées
Il y a quatre écoles privées ou religieuses à Minnetonka :
- Accell Academy
- Immaculate Heart of Mary Catholic School
- Minnetonka Christian Academy
- St. John The Baptist Catholic School